# Râul Sărătura, Hârtibaciu
Râul Sărătura este un curs de apă, afluent al râului Hârtibaciu. 